# Zygia ampla
Zygia ampla  es una especie de árbol perteneciente a la familia de las leguminosas (Fabaceae). Es originaria de  Sudamérica.

## Distribución
Se encuentra en Venezuela y Brasil en la Amazonia y el Cerrado, distribuyéndose por Roraima, Amapá, Pará, Amazonas, Maranhão y Goiás.

## Taxonomía
Zygia ampla fue descrita por (Benth.) Pittier y publicado en Catalogo de la Flora Venezolana 359. 1945.
Sinonimia
- Feuilleea ampla (Spruce ex Benth.) Kuntze
- Pithecellobium amplum Benth. basónimo
- Pithecellobium brevispicatum Ducke
- Pithecolobium amplum Benth.
- Pithecolobium brevispicatum Ducke[2]